# U 871
U 871 war ein deutsches U-Boot vom Typ D2, das durch die deutsche Kriegsmarine während des U-Boot-Krieges im Zweiten Weltkrieg eingesetzt wurde. Es sollte zur Unterstützung der Gruppe Monsun im südostasiatischen Seeraum eingesetzt werden, wurde aber versenkt, bevor es das Einsatzgebiet erreichen konnte. 

## Bau
Die Werft der Deschimag AG Weser war bereits vor Beginn des Zweiten Weltkriegs in das U-Boot-Bauprogramm von Reichs- und Kriegsmarine eingebunden. Während des Krieges fertigte diese Werft in erster Linie Boote der „großen“ Typen an. U 871 wurde am 25. August 1941 als Teil des zwölften Bauauftrages der an die Deschimag AG Weser erging, in Auftrag gegeben. Der Auftrag umfasste die Boote U 865 bis U 877. Es handelte sich um ein Zwei-Hüllenboot, das für den überseeischen Einsatz konzipiert war. Ein IX D2-Boot war 87,58 m lang und hatte einen Durchmesser von 7,50 m. Ein Boot dieses Typs konnte bei Überwasserfahrt eine Geschwindigkeit von 19,2 kn erreichen und fuhr unter Wasser maximal 6,9 kn.
Wie viele Boote seiner Zeit trug auch U 871 ein spezifisches Symbol am Turm. Es handelte sich um eine stark stilisierte comic-artige Darstellung der Bremer Stadtmusikanten.

## Einsatz und Geschichte
Das Boot wurde nach der Indienststellung als Ausbildungsboot der 4. Unterseebootflottille zugeteilt, die in Stettin stationiert war. Im August kam U 871 als Frontboot zur 12. U-Flottille. Von Trondheim aus lief Kommandant Ganzer am 31. August 1944 zu seiner einzigen Unternehmung mit diesem Boot aus. U 871 sollte sich den Booten der sogenannten Gruppe Monsun anschließen, die im Indischen Ozean operierten. Üblicherweise wurden diese Boote von erfahrenen Kommandanten geführt. Ganzer hatte jedoch seine U-Bootausbildung erst im Vorjahr abgeschlossen und U 871 war sein erstes Kommando. Er hatte allerdings bereits zu Kriegsbeginn Gelegenheit gehabt, an Bord des Blockadebrechers Ermland Erfahrungen in südostasiatischen Gewässern zu sammeln. 

### Versenkung
Während der Anfahrt ins Einsatzgebiet wurde das Boot Ende September nordwestlich der Azoren von einem B-17 Bomber angegriffen. U 871 wurde am 26. September 1944 durch Wasserbomben versenkt, wobei alle 69 Besatzungsmitglieder ums Leben kamen.